# Bcharré
Bcharré (arabiska: بشري) är en distriktshuvudort i Libanon.   Den ligger i guvernementet Mohafazat Liban-Nord, i den norra delen av landet, 60 kilometer nordost om huvudstaden Beirut. Bcharré ligger 1 442 meter över havet och antalet invånare är 20 000.
Terrängen runt Bcharré är varierad. Närmaste större samhälle är Zghartā, 19,4 kilometer nordväst om Bcharré. 
Trakten runt Bcharré är ofruktbar med lite eller ingen växtlighet. Runt Bcharré är det ganska tätbefolkat, med 108 invånare per kvadratkilometer.